# Negovec
Negovec is een plaats in de gemeente Vrbovec in de Kroatische provincie Zagreb. De plaats telt 198 inwoners (2001).